# 스털링군

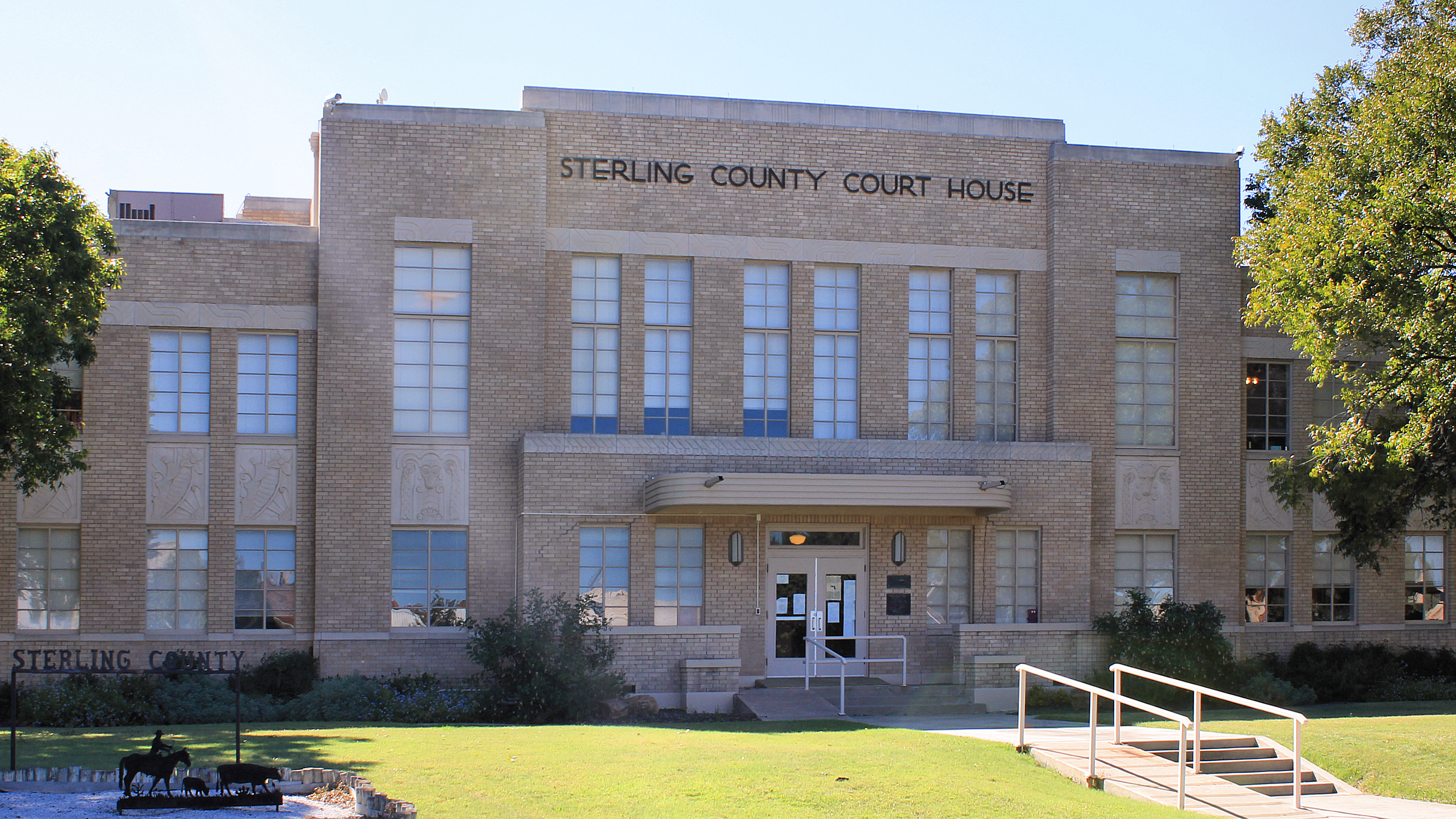

스털링군 또는 스털링 카운티(Sterling County)는 미국 텍사스주에 위치한 군이다. 2010년 기준으로 이 지역의 인구 수는 총 1,143명이다. 2018년 추산으로 이 지역의 총 인구 수는 1,311명이다.

## 인구
| 인구조사                                  | 인구  | Note  | %±     |
| ----------------------------------------- | ----- | ----- | ------ |
| 1900년                                    | 1,127 |       | —      |
| 1910년                                    | 1,493 |       | 32.5%  |
| 1920년                                    | 1,053 |       | −29.5% |
| 1930년                                    | 1,431 |       | 35.9%  |
| 1940년                                    | 1,404 |       | −1.9%  |
| 1950년                                    | 1,282 |       | −8.7%  |
| 1960년                                    | 1,177 |       | −8.2%  |
| 1970년                                    | 1,056 |       | −10.3% |
| 1980년                                    | 1,206 |       | 14.2%  |
| 1990년                                    | 1,438 |       | 19.2%  |
| 2000년                                    | 1,393 |       | −3.1%  |
| 2010년                                    | 1,143 |       | −17.9% |
| 2018 (추산)                               | 1,311 | [ 1 ] | 14.7%  |
| U.S. Decennial Census 1850–2010 2010–2014 |       |       |        |